# 11-й винищувальний авіаційний полк (СРСР)
11-й винищувальній авіаційний полк (рос. 11-й истребительный авиационный полк) — полк за часів Другої світової війни, що діяв у складі ВПС СРСР.

## Історія
Полк сформовано в вересні 1938 року на аеродромі Кубинка. 
Бойові дії почав 22 червня 1941 року в складі 6 винищувального авіаційного корпусу ППО Московської зони ППО.
Розформований 25 грудня 1942 року.

## Матеріальна частина полку
| Дата                 | Тип літака |
| -------------------- | ---------- |
| 09.1938 - 06.1940    | І-16       |
| 06.1940 - 25.12.1942 | Як-1       |

## Бойова діяльність полку у часи Другої Світової воїни
| Період                  | Бойові вильоти | Збито ворожих літаків | Втрати (літаки / пілоти) |
| ----------------------- | -------------- | --------------------- | ------------------------ |
| 22.06.1941 - 25.12.1942 | 7288           | 117                   | 76/35                    |

## Командири полку
| Період               | Командир полку                               |
| -------------------- | -------------------------------------------- |
| 1940 - .11.1941      | підполковник Когрушев Григорій Олександрович |
| 11.1941 - 09.1942    | майор Кухаренко Микола Григорьойвич          |
| 09.1942 - 25.12.1942 | підполковник Лашін Володимир Леонідович      |